# Резіуан Мірзов
Резіуан Мухамедович Мірзов (рос. Резиуан Мухамедович Мирзов; нар. 22 червня 1993, Баксан, Кабардино-Балкарія, Росія) — російський футболіст, фланговий півзахисник «Хімок».

## Клубна кар'єра

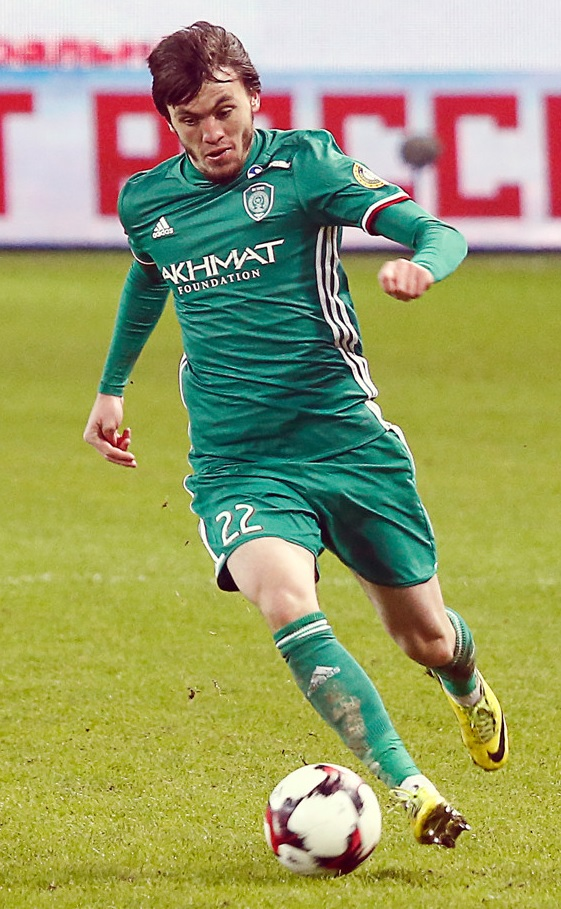
Резіуан Мірзов у складі «Ахмата» у 2016 році

### Ранні роки
Розпочав займатися футболом у ДЮСШ «Ельбрус» Нальчик, згодом став гравцем системи головного клубу міста «Спартака». У складі вище вказаного клубу провів лише одну гру, а потім вирушив до клубу другого дивізіону, костромського «Спартака». Незабаром перейшов у «Зірку». За півроку став футболістом московського «Торпедо». У сезоні 2013/14 років провів шість матчів та забив один м'яч. Його дебют у прем'єр-лізі відбувся 9 серпня 2014 року у матчі проти петербурзького «Зеніту».
23 липня 2015 року підписав контракт із грозненським «Тереком». Угода була розрахована на 4 роки. Дебютував 25 липня 2015 року у матчі проти «Кубані» (1:1), вийшовши на заміну Ісмаїла Айссаті на 81-й хвилині. Наприкінці липня 2017 року за згодою розірвав контракт.

### «Ростов» й оренда в «Тосно»
28 липня 2017 року уклав контракт із «Ростовом» на правах вільного агента, контракт був підписаний за схемою «3+1», звідки одразу був відданий у річну оренду до «Тосно». За «Тосно» дебютував 30 липня 2017 року в матчі 3 туру чемпіонату Росії проти «Зеніту» (0:1), вийшовши на заміну на 63 хвилині замість Георгія Мелкадзе. Перший м'яч за «Тосно» забив 4 березня 2018 року у поєдинку 21-го туру проти «СКА-Хабаровська» (1:0). У складі клубу з Ленінградської області виграв Кубок Росії 2017/18, у фіналі став автором переможного голу. Після закінчення оренди повернувся до «Ростова».
За «Ростов» дебютував 28 липня 2018 року у матчі 1-го туру проти «Ахмата» (1:0), вийшов на заміну на 63-й хвилині замість Дмитра Скопінцева. Провів за ростовську команду перші три тури чемпіонату 2018/19, виходячи на заміну в середині — наприкінці другого тайму. 16 серпня 2018 року визнаний уболівальниками клубу найкращим гравцем матчу проти «Крил Рад» (0:1).

#### Оренда в «Арсенал» (Тула)
31 серпня 2018 року відданий в оренду до кінця сезону до тульського «Арсеналу». Дебютував за туляків 2 вересня 2018 року в матчі 6 туру проти красноярського «Єнісея» (0:0), замінивши на 75-й хвилині замість Сергія Ткачова. Свій перший м'яч за «Арсенал» забив 21 жовтня 2018 року у матчі 11-го туру проти московського «Спартака» (3:2). За «Арсенал» провів 23 матчі у чемпіонаті Росії та 6 у Кубку Росії, забив у чемпіонаті 6 м'ячів та 2 — у Кубку. За підсумками сезону туляки посіли 6 місце та отримали право зіграти у Лізі Європи, розпочавши з 2-го кваліфікаційного раунду. Сезон 2018/19 років став для Мірзова найкращим у кар'єрі і за свою вдалу гру за тульську команду вперше отримав виклик до збірної Росії, але за неї не дебютував.

### «Спартак» (Москва)
18 липня 2019 року перейшов до московського «Спартака», з яким підписав контракт на три роки. У новому клубі вибрав собі 9-й ігровий номер, який залишався вільним після продажу Зе Луїша. Дебютував 27 липня у виїзному матчі 3-го туру чемпіонату Росії проти «Тамбова» (0:2), замінивши на 65-й хвилині Есек'єля Понсе. Першим м'ячем за «Спартак» відзначився 14 березня 2020 року у виїзному матчі 22-го туру чемпіонату Росії проти «Оренбурга» (3:1) на 94-й хвилині матчу з передачі Джордана Ларссона. Загалом у сезоні 2019/20 років за «Спартак» провів 26 матчів, забив 1 м'яч та віддав 2 гольові передачі.
Перед початкому сезону 2020/21 років поступився своїм 9-м ігровим номером новачкові команди Олександру Кокоріну, а сам став виступати під 77-м номером. Усього за «Спартак» виступав з 2019 по 2022 рік, провів 33 матчі та забивши один м'яч.

### «Хімки»
2 жовтня 2020 року перейшов в оренду до «Хімок», угода розрахована до завершення сезону 2020/21 років. 4 жовтня 2020 року в гостьовому матчі 10-го туру чемпіонату Росії проти московського «Локомотива» (1:2) дебютував за «Хімки», вийшовши на заміну на 65-й хвилині матчу замість Іллі Кухарчука. Свій перший м'яч за підмосковну команду забив 17 жовтня 2020 року в домашньому матчі 11-го туру проти свого колишнього клубу — московського «Спартака» (3:2) на 48-й хвилині матчу з передачі Іллі Кухарчука. 25 жовтня 2020 року у гостьовому матчі 12-го туру проти «Ростова» (2:0) на 91-й хвилині забив м'яч та допоміг своїй команді здобути перемогу. 8 листопада 2020 року у виїзному матчі 14-го туру проти «Рубіна» (2:0) на 48-й хвилині забив м'яч. 6 грудня 2020 року у виїзному матчі 17-го туру проти московського ЦСКА (2:2) на 51-й хвилині забив м'яч.
12 березня 2021 року в домашньому матчі 22-го туру проти «Ростова» (1:0) на 49-й хвилині реалізував пенальті та допоміг своїй команді здобути другу перемогу в сезоні над клубом з Ростова-на-Дону, також визнаний найкращим гравцем вище вказаного матчу. 19 березня 2021 року в виїзному матчі 23-го туру проти «Рубіна» (3:1) на 20-й хвилині реалізував пенальті, а на 28-й хвилині зробив гольову передачу на Павла Могилевця та допоміг своїй команді здобути другу перемогу у сезоні над клубом з Казані, а також визнаний найкращим гравцем вище вказаного матчу. Загалом у сезоні 2020/21 років провів 19 матчів у всіх турнірах та забив 6 м'ячів. Після закінчення орендної угоди повернувся до «Спартака».
7 вересня 2021 року знову орендований підмосковною командою до завершення сезону 2021/22 року. Перший матч після повернення провів 18 вересня 2022 року проти «Уфи» (2:3). 5 грудня 2021 року забив свій перший м'яч після повернення у ворота тульського «Арсеналу» (1:2). Загалом у сезоні 2021/22 років провів за «Хімки» у всіх турнірах 20 матчів та забив три м'ячі.
3 червня 2022 року член наглядової ради «Хімок» Роман Терюшков оголосив про те, що клуб викупив права на Резіуана Мірзова.

## Кар'єра в збірних
14 травня 2019 року вперше потрапив до розширеного складу збірної Росії на матчі кваліфікаційного турніру Євро-2020 проти Сан-Марино та Кіпру. 23 травня 2019 року потрапив до остаточного списку гравців, які були викликані для підготовки до відбіркових матчів чемпіонату Європи 2020 року. 8 червня 2019 року вперше потрапив у заявку збірної Росії у матчі відбіркового турніру Євро-2020 проти збірної Сан-Марино (9:0), проте на поле не вийшов.

## Статистика виступів

### Клубна кар'єра
Станом на 28 May 2022
| Клуб                 | Сезон             | Ліга              | Ліга  | Ліга | Кубок | Кубок | Континентальні | Континентальні | Інші  | Інші | Загалом | Загалом |
| Клуб                 | Сезон             | Дивізіон          | Матчі | Голи | Матчі | Голи  | Матчі          | Голи           | Матчі | Голи | Матчі   | Голи    |
| -------------------- | ----------------- | ----------------- | ----- | ---- | ----- | ----- | -------------- | -------------- | ----- | ---- | ------- | ------- |
| «Спартак-Нальчик»    | 2012–13           | ФНЛ               | 1     | 0    | 0     | 0     | –              | –              | –     | –    | 1       | 0       |
| «Спартак» (Кострома) | 2012–13           | ПФЛ               | 7     | 0    | –     | –     | –              | –              | –     | –    | 7       | 0       |
| «Зірка» (Рязань)     | 2013–14           | ПФЛ               | 16    | 2    | 6     | 2     | –              | –              | –     | –    | 22      | 4       |
| «Торпедо» (Москва)   | 2013–14           | ФНЛ               | 6     | 1    | –     | –     | –              | –              | 2     | 0    | 8       | 1       |
| «Торпедо» (Москва)   | 2014–15           | РПЛ               | 26    | 1    | 1     | 0     | –              | –              | –     | –    | 27      | 1       |
| «Торпедо» (Москва)   | Загалом           | Загалом           | 32    | 2    | 1     | 0     | 0              | 0              | 2     | 0    | 35      | 2       |
| «Ахмат» (Грозний)    | 2015–16           | РПЛ               | 5     | 0    | 1     | 0     | –              | –              | –     | –    | 6       | 0       |
| «Ахмат» (Грозний)    | 2016–17           | РПЛ               | 8     | 0    | 0     | 0     | –              | –              | –     | –    | 8       | 0       |
| «Ахмат» (Грозний)    | 2017–18           | РПЛ               | 0     | 0    | –     | –     | –              | –              | –     | –    | 0       | 0       |
| «Ахмат» (Грозний)    | Загалом           | Загалом           | 13    | 0    | 1     | 0     | 0              | 0              | 0     | 0    | 14      | 0       |
| «Тосно»              | 2017–18           | РПЛ               | 20    | 2    | 5     | 1     | –              | –              | –     | –    | 25      | 3       |
| «Ростов»             | 2018–19           | РПЛ               | 3     | 0    | –     | –     | –              | –              | –     | –    | 3       | 0       |
| «Арсенал» (Тула)     | 2018–19           | РПЛ               | 23    | 6    | 6     | 2     | –              | –              | –     | –    | 29      | 8       |
| «Спартак» (Москва)   | 2019–20           | РПЛ               | 21    | 1    | 1     | 0     | 4              | 0              | –     | –    | 26      | 1       |
| «Спартак» (Москва)   | 2020–21           | РПЛ               | 1     | 0    | 0     | 0     | –              | –              | –     | –    | 1       | 0       |
| «Спартак» (Москва)   | 2021–22           | РПЛ               | 5     | 0    | –     | –     | 1              | 0              | –     | –    | 6       | 0       |
| «Спартак» (Москва)   | Загалом           | Загалом           | 27    | 1    | 1     | 0     | 5              | 0              | 0     | 0    | 33      | 1       |
| «Хімки» (оренда)     | 2020–21           | РПЛ               | 17    | 6    | 2     | 0     | –              | –              | –     | –    | 19      | 6       |
| «Хімки» (оренда)     | 2021–22           | РПЛ               | 19    | 3    | 1     | 0     | –              | –              | 1     | 1    | 21      | 4       |
| «Хімки» (оренда)     | Загалом           | Загалом           | 36    | 9    | 3     | 0     | 0              | 0              | 1     | 1    | 40      | 10      |
| Усього за кар'єру    | Усього за кар'єру | Усього за кар'єру | 178   | 22   | 23    | 5     | 5              | 0              | 3     | 1    | 209     | 28      |

1. ↑  Матчі в кубку ФНЛ
2. ↑  Матчі в Ліги Європи УЄФА
3. ↑  Матчі в Ліги Європи УЄФА
4. ↑  Матчі в плей-оф на виліт

## Досягнення

### Командні
«Торпедо» (Москва)
- Першість ФНЛ
  -  Бронзовий призер (1): 2013/14

«Тосно»
- Кубок Росії
  -  Володар (1): 2017/18

### Особисті
- У списку 33 найкращих футболістів чемпіонату Росії (№ 3) — 2018/19